# Abteilung (Grundbuch)
Als Abteilungen werden im deutschen Grundbuchrecht die verschiedenen, in sich abgeschlossenen Abschnitte eines Grundbuchblattes bezeichnet, die dessen Gliederung dienen.

## Gliederung eines Grundbuchblatts
Der Aufbau des Grundbuches und seine Abteilungen werden vornehmlich durch die Rechtsgrundlagen der §§ 4, § 9, § 10 und § 11 GBV bestimmt. Das Grundbuchblatt ist in drei Teile gegliedert, 
1. die Aufschrift,
2. das Bestandsverzeichnis,
3. drei Abteilungen.

### Aufschrift
Die Aufschrift, auch Deckblatt genannt, enthält den Namen des zuständigen Amtsgerichtes, das Grundbuchamt ist Abteilung des Amtsgerichts, den Grundbuchbezirk sowie die Nummer des Grundbuchblattes.

### Bestandsverzeichnis
Im Bestandsverzeichnis werden die Grundstücke mit den vom amtlichen Kataster vorgegebenen Angaben erfasst. Dazu gehören Gemarkung, Flur, Flurstück, die nachrichtliche Lagebezeichnung (z. B. Im Oberhagen oder Hauptstraße 11), die Nutzungsart und die Grundstücksgröße. Ferner wird hier gegebenenfalls ein Aktivvermerk eingetragen.

### Abteilungen

#### Abteilung 1 (Eigentümer)
In der Abteilung 1 sind die Eigentumsverhältnisse an dem beziehungsweise den in diesem Grundbuchblatt gebuchten Grundstück(en) verzeichnet. Vermerkt werden der Eigentümer, das Datum der Eintragung und der Grund des Eigentumsübergangs, etwa die Auflassung aus Kauf, Erbfolgeregelung oder die Zuschlagserteilung nach einer Zwangsversteigerung. Als Eigentümer kommen natürliche und juristische Personen in Betracht. Bei mehreren Eigentümern ist deren Gemeinschaftsverhältnis anzugeben, etwa Bruchteilseigentum oder das Vorhandensein einer Erbengemeinschaft.

#### Abteilung 2 (Lasten und Beschränkungen)

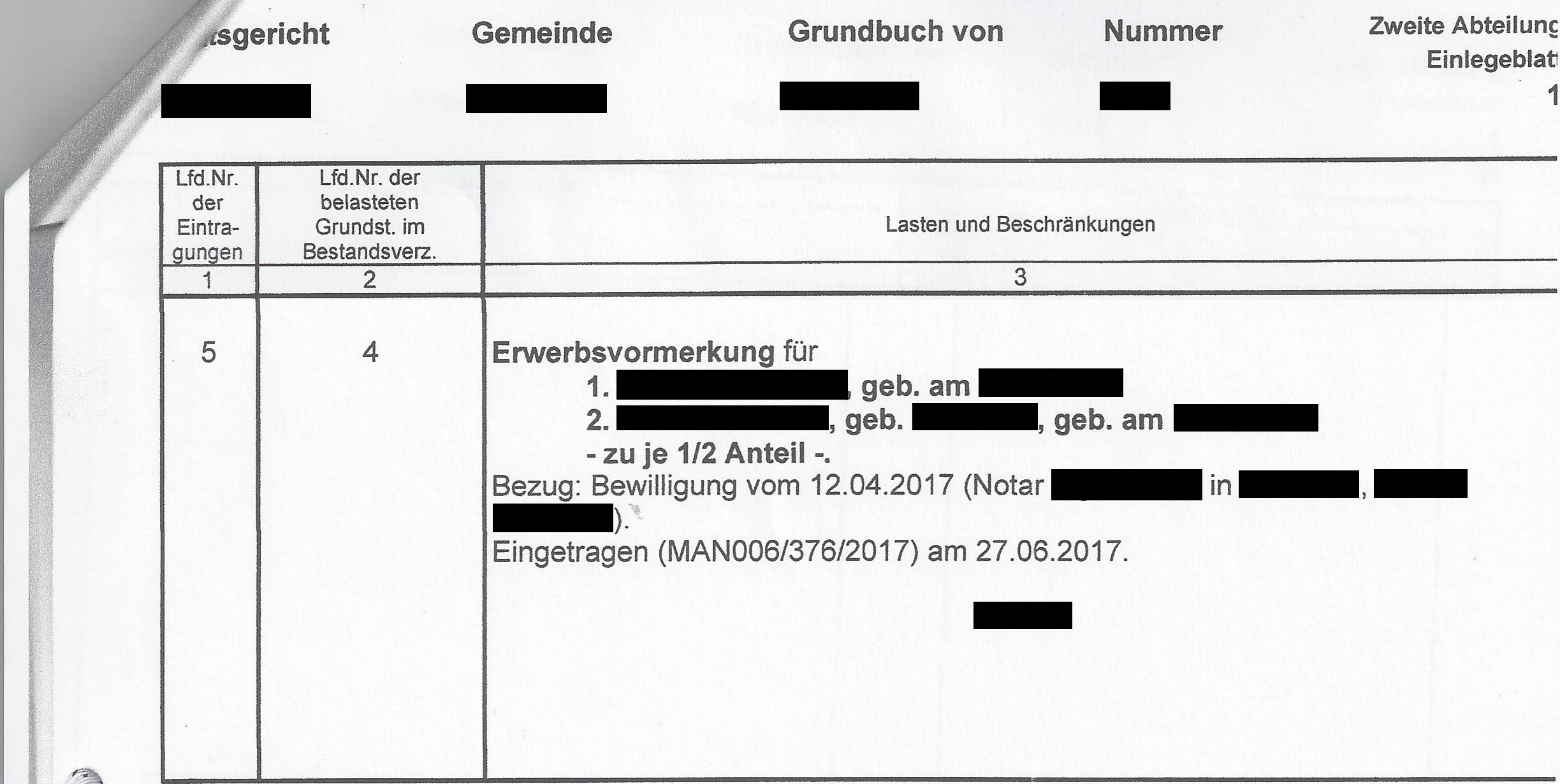
Abteilung 2 eines Grundbuchblatts

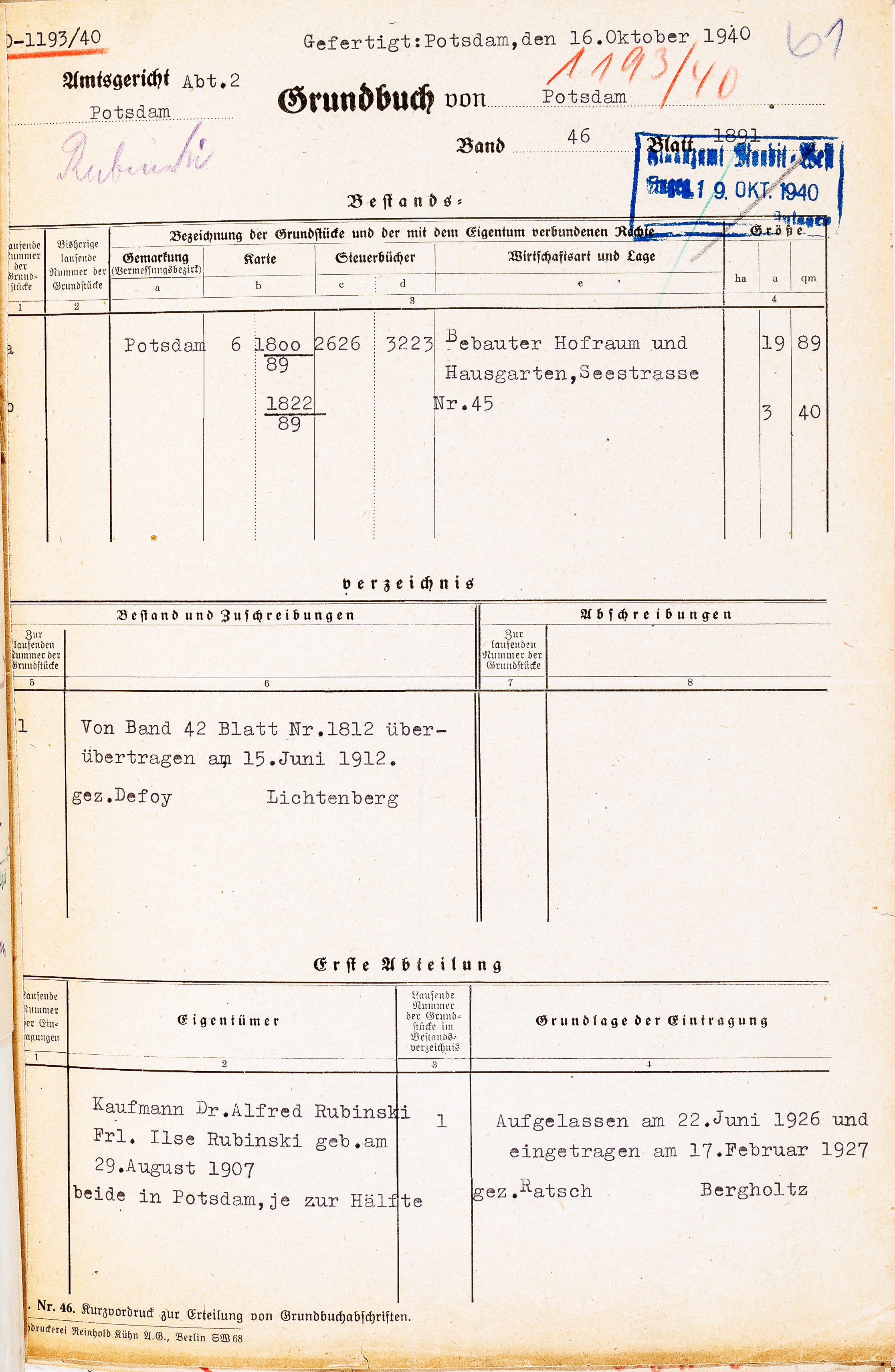
Beispiel für ein Grundbuchblatt von 1940 aus Potsdam mit Bestandsverzeichnis und Abteilung 1

Enthält alle Lasten und Beschränkungen des Grundstücks mit Ausnahme von Grundpfandrechten (siehe Abteilung 3).
- Lasten:
  - Dienstbarkeiten (Servitutsrechte)
    - Grunddienstbarkeiten
      - Wegerecht

    - beschränkte persönliche Dienstbarkeiten
      - Wohnrechte bzw. Wohnungsrechte in Deutschland

  - Nießbrauch (Fruchtgenussrecht)
  - Reallasten
  - Erbbaurechte
- Beschränkungen:
  - dingliche Vorkaufsrechte
  - Vormerkungen z. B. über einen Verkauf (Auflassung). Die Vormerkung ist die einzige vorläufige Eintragung im Grundbuch. Tritt die mit ihr bezweckte Rechtsänderung ein, wird die Vormerkung gelöscht.
  - Widersprüche gegen Eintragungen in Abteilung 1 und 2.
- Verfügungsbeschränkungen führen dazu, dass Verfügungen nur unter Mitwirkung Dritter möglich sind:
  - Insolvenz-, Zwangsverwaltungs-, Zwangsversteigerungs-, Testamentsvollstrecker-, Nacherben-, Sanierungs- und Umlegungsvermerk.

#### Abteilung 3
Vermerk der Grundpfandrechte:
- Hypotheken,
- Grundschulden (mit oder ohne Brief),
- Sicherungsgrundschulden,
- Rentenschulden und
- Widersprüche gegen Eintragungen in dieser Abteilung.

## Rangfolge
Durch die Eintragung mehrerer Rechte kommt es innerhalb der Abteilungen II und III und zwischen beiden Abteilungen zu einer Rangordnung dieser Rechte innerhalb derselben, aber auch der Rechte in beiden Abteilungen. Die Rangordnung hat Bedeutung für eine gegebenenfalls notwendige Zwangsversteigerung des Grundstücks. Dabei gilt entweder das Tempusprinzip oder das Lokusprinzip.